# Vipèrerie
Une vipèrerie était une propriété sur laquelle on élevait des vipères. Ce reptile était dès le XVIIe siècle très prisé par la pharmacopée et les « médecins » de l'époque. À partir de l'animal tout entier, on préparait des onguents, des bouillons et des poudres de vipère, censés guérir, pur ou en mélange, toutes sortes de maux. Certaines vipèreries furent exploitées jusqu'au XIXe siècle, mais à cette époque, seul le venin de l'animal était exploité. On rapporte l'existence de tels lieux dans l'ancien comté de Neuchâtel près d'Avenches et dans l'actuel Jura vaudois à Baulmes,,.